# 夢の彼方
「夢の彼方」（ゆめのかなた）は、1991年4月19日に発売された矢沢永吉の26枚目のシングル。

## 収録曲
（全作曲：矢沢永吉）
1. 夢の彼方
  - 作詞：松本一起
  - アサヒビール「生ビール"Z"」CMソング
2. フェンス越しのFICTION
  - 作詞：松井五郎